# Žan Kranjec
Žan Kranjec (ur. 15 listopada 1992 w Lublanie) – słoweński narciarz alpejski, wicemistrz olimpijski i czterokrotny medalista mistrzostw świata juniorów.

## Kariera
Po raz pierwszy na arenie międzynarodowej Žan Kranjec pojawił się 23 listopada 2007 roku w Geilo, gdzie w zawodach juniorskich zajął 49. miejsce w gigancie. W 2010 roku wystartował na mistrzostwach świata juniorów w Mont Blanc, zajmując 23. miejsce w slalomie i 27. miejsce w gigancie. Jeszcze trzykrotnie startował w zawodach tego cyklu, największy sukces osiągając podczas mistrzostw świata juniorów w Roccaraso w 2012 roku, gdzie wspólnie z kolegami z reprezentacji zwyciężył w zawodach drużynowych. Na tej samej imprezie był także trzeci w gigancie i kombinacji. Kranjec zdobył także brązowy medal w gigancie podczas rozgrywanych rok później mistrzostw świata juniorów w Quebecu, przegrywając tylko z Aleksandrem Aamodtem Kilde z Norwegii oraz Włochem Alexem Zingerle.
W zawodach Pucharu Świata zadebiutował 5 marca 2011 roku w Kranjskiej Gorze, gdzie nie zakwalifikował się do drugiego przejazdu w gigancie. Pierwsze pucharowe punkty wywalczył 22 grudnia 2013 roku w Alta Badia, zajmując 23. miejsce w tej samej konkurencji. Na podium zawodów tego cyklu po raz pierwszy stanął 17 grudnia 2017 roku w Alta Badia, gdzie rywalizację w gigancie ukończył na trzeciej pozycji. W zawodach tych wyprzedzili go jedynie Austriak Marcel Hirscher i Henrik Kristoffersen z Norwegii. W sezonie 2022/2023 zajął trzecie miejsce w klasyfikacji giganta, a w klasyfikacji generalnej był jedenasty.
W 2013 roku startował na mistrzostwach świata w Schladming, gdzie w gigancie zajął 22. pozycję. Na rozgrywanych dwa lata później mistrzostwach świata w Vail/Beaver Creek nie ukończył giganta, a w slalomie zajął 32. miejsce. W międzyczasie brał udział w igrzyskach olimpijskich w Soczi, zajmując 23. miejsce w gigancie. Na tych samych igrzyskach startował także w slalomie, ale nie ukończył zawodów. Podczas mistrzostw świata w Sankt Moritz w 2017 roku wystartował w obu konkurencjach technicznych, jednak ponownie nie dotarł do mety. W 2018 roku zajął czwarte miejsce w gigancie podczas igrzysk w Pjongczangu. Walkę o podium przegrał tam z Francuzem Alexisem Pinturault o 0,42 sekundy. Rok po igrzyskach, na mistrzostwach świata w Åre, zajął 5. miejsce w gigancie oraz 17. pozycję w slalomie. Podczas mistrzostw świata w Cortina d’Ampezzo w 2021 roku był szósty w gigancie i dziesiąty w gigancie równoległym. Swój jedyny medal wywalczył na igrzyskach olimpijskich w Pekinie w 2022 roku, gdzie był drugi w gigancie. Rozdzielił tam Marco Odermatta ze Szwajcarii i Francuza Mathieu Faivre'a.

## Osiągnięcia

### Igrzyska olimpijskie
| Miejsce | Dzień     | Rok  | Miejscowość | Konkurencja | Czas biegu | Strata | Zwycięzca       |
| ------- | --------- | ---- | ----------- | ----------- | ---------- | ------ | --------------- |
| 23.     | 19 lutego | 2014 | Soczi       | Gigant      | 2:45,29    | +3,19  | Ted Ligety      |
| DNF     | 22 lutego | 2014 | Soczi       | Slalom      | 1:41,84    | –      | Mario Matt      |
| 4.      | 18 lutego | 2018 | Pjongczang  | Gigant      | 2:18,04    | +1,73  | Marcel Hirscher |
| DNF1    | 22 lutego | 2018 | Pjongczang  | Slalom      | 1:38,99    | –      | André Myhrer    |
| 2.      | 13 lutego | 2022 | Pekin       | Gigant      | 2:09,35    | +0,19  | Marco Odermatt  |
| DNF1    | 16 lutego | 2022 | Pekin       | Slalom      | 1:44,09    | –      | Clément Noël    |

### Mistrzostwa świata
| Miejsce | Dzień     | Rok  | Miejscowość        | Konkurencja       | Czas biegu | Strata | Zwycięzca              |
| ------- | --------- | ---- | ------------------ | ----------------- | ---------- | ------ | ---------------------- |
| 22.     | 15 lutego | 2013 | Schladming         | Gigant            | 2:28,92    | +5,05  | Ted Ligety             |
| DNF1    | 13 lutego | 2015 | Vail/Beaver Creek  | Gigant            | 2:34,16    | –      | Ted Ligety             |
| 32.     | 15 lutego | 2015 | Vail/Beaver Creek  | Slalom            | 1:57,47    | +9,33  | Jean-Baptiste Grange   |
| DNF1    | 17 lutego | 2017 | Sankt Moritz       | Gigant            | 2:13,31    | –      | Marcel Hirscher        |
| DNF2    | 19 lutego | 2017 | Sankt Moritz       | Slalom            | 1:34,75    | –      | Marcel Hirscher        |
| 5.      | 15 lutego | 2019 | Åre                | Gigant            | 2:20,24    | +1,04  | Henrik Kristoffersen   |
| 17.     | 17 lutego | 2019 | Åre                | Slalom            | 2:05,86    | +2,28  | Marcel Hirscher        |
| 10.     | 16 lutego | 2021 | Cortina d’Ampezzo  | Gigant równoległy | –          | –      | Mathieu Faivre         |
| 6.      | 19 lutego | 2021 | Cortina d’Ampezzo  | Gigant            | 2:05,86    | +1,83  | Mathieu Faivre         |
| DNF1    | 21 lutego | 2021 | Cortina d’Ampezzo  | Slalom            | 1:46,48    | –      | Sebastian Foss Solevåg |
| 6.      | 15 lutego | 2023 | Courchevel/Méribel | Gigant równoległy | -          | -      | Alexander Schmid       |
| 6.      | 17 lutego | 2023 | Courchevel/Méribel | Gigant            | 2:34,08    | +1,34  | Marco Odermatt         |
| DNF1    | 19 lutego | 2023 | Courchevel/Méribel | Slalom            | 1:39,50    | -      | Henrik Kristoffersen   |
| 11.     | 14 lutego | 2025 | Saalbach           | Gigant            | 2:39,71    | +1,26  | Raphael Haaser         |

### Mistrzostwa świata juniorów
| Miejsce | Dzień       | Rok  | Miejscowość       | Konkurencja | Czas biegu | Strata     | Zwycięzca               |
| ------- | ----------- | ---- | ----------------- | ----------- | ---------- | ---------- | ----------------------- |
| 27.     | 1 lutego    | 2010 | Region Mont Blanc | Supergigant | 1:29,71    | +3,55      | Maxence Muzaton         |
| 23.     | 2 lutego    | 2010 | Region Mont Blanc | Slalom      | 1:30,97    | +5,01      | Reto Schmidiger         |
| 31.     | 30 stycznia | 2011 | Crans-Montana     | Gigant      | 2:19,62    | +5,63      | Alexis Pinturault       |
| 15.     | 31 stycznia | 2011 | Crans-Montana     | Slalom      | 1:28,54    | +3,86      | Reto Schmidiger         |
| 56.     | 3 lutego    | 2011 | Crans-Montana     | Zjazd       | 1:37,34    | +4,62      | Boštjan Kline           |
| 11.     | 3 lutego    | 2011 | Crans-Montana     | Kombinacja  | ?          | ?          | Reto Schmidiger         |
| 50.     | 4 lutego    | 2011 | Crans-Montana     | Supergigant | 1:22,44    | +3,86      | Boštjan Kline           |
| 28.     | 2 marca     | 2012 | Roccaraso         | Zjazd       | 1:11,99    | +2,45      | Ryan Cochran-Siegle     |
| 17.     | 3 marca     | 2012 | Roccaraso         | Supergigant | 1:02,73    | +1,31      | Ralph Weber             |
| 1.      | 5 marca     | 2012 | Roccaraso         | Drużynowo   | ?          | –          | –                       |
| 3.      | 7 marca     | 2012 | Roccaraso         | Gigant      | 2:39,50    | +0,85      | Henrik Kristoffersen    |
| 5.      | 9 marca     | 2012 | Roccaraso         | Slalom      | 1:38.44    | +1,73      | Santeri Paloniemi       |
| 3.      | 9 marca     | 2012 | Roccaraso         | Kombinacja  | 31,49 pkt  | +29,13 pkt | Ryan Cochran-Siegle     |
| 39.     | 22 lutego   | 2013 | Québec            | Zjazd       | 1:30,95    | +3,90      | Nils Mani               |
| 17.     | 24 lutego   | 2013 | Québec            | Supergigant | 58,49      | +1,36      | Thomas Mayrpeter        |
| 3.      | 25 lutego   | 2013 | Québec            | Gigant      | 2:20,75    | +0,75      | Aleksander Aamodt Kilde |
| DNF2    | 26 lutego   | 2013 | Québec            | Slalom      | 1:59,40    | –          | Manuel Feller           |

### Puchar Świata

#### Miejsca w klasyfikacji generalnej
- sezon 2013/2014: 129.
- sezon 2014/2015: 121.
- sezon 2015/2016: 79.
- sezon 2016/2017: 49.
- sezon 2017/2018: 33.
- sezon 2018/2019: 22.
- sezon 2019/2020: 16.
- sezon 2020/2021: 32.
- sezon 2021/2022: 37.
- sezon 2022/2023: 11.
- sezon 2023/2024: 19.
- sezon 2024/2025: 31.

#### Miejsca na podium chronologicznie
| Nr  | Dzień           | Rok  | Miejscowość          | Konkurencja | Czas biegu | Lok. | Strata | Zwycięzca            |
| --- | --------------- | ---- | -------------------- | ----------- | ---------- | ---- | ------ | -------------------- |
| 1.  | 17 grudnia      | 2017 | Alta Badia           | gigant      | 2:27,24    | 3.   | +1,82  | Marcel Hirscher      |
| 2.  | 19 grudnia      | 2018 | Saalbach-Hinterglemm | gigant      | 2:50,08    | 1.   | –      | –                    |
| 3.  | 16 marca        | 2019 | Soldeu               | gigant      | 2:14,09    | 3.   | +1,03  | Alexis Pinturault    |
| 4.  | 27 października | 2019 | Sölden               | gigant      | 2:14,77    | 3.   | +0,63  | Alexis Pinturault    |
| 5.  | 22 grudnia      | 2019 | Alta Badia           | gigant      | 1:57,72    | 3.   | +0,39  | Henrik Kristoffersen |
| 6.  | 11 stycznia     | 2020 | Adelboden            | gigant      | 2:27,90    | 1.   | –      | –                    |
| 7.  | 5 grudnia       | 2020 | Santa Caterina       | gigant      | 2:15,18    | 2.   | +0,12  | Filip Zubčić         |
| 8.  | 24 października | 2021 | Sölden               | gigant      | 2:06,04    | 3.   | +0,10  | Marco Odermatt       |
| 9.  | 23 października | 2022 | Sölden               | gigant      | 2:05,48    | 2.   | +0,76  | Marco Odermatt       |
| 10. | 10 grudnia      | 2022 | Val d’Isère          | gigant      | 2:03,62    | 3.   | +2,05  | Marco Odermatt       |
| 11. | 19 grudnia      | 2022 | Alta Badia           | gigant      | 2:38,27    | 3.   | +0,92  | Marco Odermatt       |
| 12. | 17 grudnia      | 2023 | Alta Badia           | gigant      | 2:29,23    | 3.   | +2,26  | Marco Odermatt       |
| 13. | 18 grudnia      | 2023 | Alta Badia           | gigant      | 2:28,14    | 3.   | +1,22  | Marco Odermatt       |
| 14. | 8 grudnia       | 2024 | Beaver Creek         | gigant      | 2:27,60    | 3.   | +0,58  | Thomas Tumler        |